# Guedalya ben Joseph ibn Yahya
Guedalya ben Joseph ibn Yahya est un talmudiste et chroniqueur italien (Imola, 1515 - Alexandrie (?), c. 1587).

## Éléments biographiques
Il étudie à l'école talmudique de Ferrare sous la férule de Jacob Finzi, Avraham et Israël Rovigo. Il s'installe ensuite dans la ville de Rovigo de 1549 à 1562, année à laquelle le Talmud est brûlé en Italie. Il fait alors route vers Codiniola puis, trois ans plus tard, Salonique, avant de retourner dans sa ville natale en 1567. Expulsé avec d'autres Juifs de la ville par le pape Pie V, il se rend à Pesaro puis à Ferrare, où il reste jusqu'en 1575. Il reprend sa vie d'errance pendant huit ans, avant de s'établir à Alexandrie.

## Œuvre
Son œuvre principale est le Sefer Shalshelet HaKabbala (« Livre de la Chaîne de la Tradition »), également appelé Sefer Yahya, une chronique sur laquelle il a travaillé pendant quarante ans. Elle est divisée comme suit :
- histoire et généalogie des Juifs depuis Moïse jusqu'à Moïse Nortzi (1587) ;
- les corps célestes, la création, l'âme, la magie et les mauvais esprits ;
- histoire des peuples parmi lesquels les Juifs ont séjourné et description des malheurs des Juifs jusqu'à l'époque de la rédaction de la chronique.

Cette chronique pêche souvent par manque d'exactitude du fait de la vie mouvementée de l'auteur ou de fautes de copistes. L'auteur y a de plus inséré de nombreux récits oraux sans vérifier leur validité. Isidore Loeb a cependant prouvé que le livre est bien plus fiable que d'aucuns ne l'ont dit. Le livre a connu de nombreuses rééditions (Venise, 1587 ; Cracovie, 1596 ; Amsterdam, 1697 ; Zolkiev, 1802 & 1804 ; Polonnoye, 1814 ; Lemberg, 1862; etc.).
Guedalya mentionne en outre vingt-et-un travaux à la fin de son Shalshelet. Benjacob les indique aussi dans son Otzar haSefarim (pp. 590-591) mais rien d'autre n'en est connu.